# Juan Soto París
Juan Soto París (San José; 8 de marzo de 1924-30 de mayo de 2014) fue un árbitro de fútbol costarricense. Su hermano también fue el árbitro Julio César.

## Trayectoria
Fue árbitro oficialmente en 1949 pero empezó a dirigir en la Primera División de Costa Rica en 1954.
Dirigió en un total de 6875 juegos, de los cuales 28 fueron entre selecciones. Su última arbitrada internacional fue en la clasificación de Concacaf para la Copa Mundial de 1974.
Se retiró en 1975 y posteriormente recibió el premio del árbitro de la década de 1970-1980 de Costa Rica, fue instructor de otros árbitros y fue incluido en la Galería Costarricense del Deporte en 1987.